# Tieling
Tieling (chinois : 铁岭市 ; pinyin : Tiělíng shì) est une ville-préfecture du nord de la province du Liaoning en Chine.
Tieling s'appelait autrefois Yingang. Le ministre Zhou Enlai y a vécu quelques années dans sa jeunesse. Aujourd'hui, on peut encore visiter son ancienne école.
À Tieling, on peut voir la montagne Longshou Shan (龙首山, « Montagne à la tête de dragon »), s'élevant de 156 mètres. Au sommet, se dresse une pagode de l'époque de la dynastie Liao.
Le célèbre humoriste Zhao Benshan est originaire de la ville-préfecture.

## Subdivisions administratives
La ville-préfecture de Tieling exerce sa juridiction sur sept subdivisions - deux districts, deux villes-districts et trois xian :
- le district de Yinzhou - 银州区 Yínzhōu qū ;
- le district de Qinghe - 清河区 Qīnghé qū ;
- la ville-district de Diaobingshan - 调兵山市 Diàobīngshān shì ;
- la ville-district de Kaiyuan - 开原市 Kāiyuán shì ;
- le xian de Tieling - 铁岭县 Tiělǐng xiàn ;
- le xian de Xifeng - 西丰县 Xīfēng xiàn ;
- le xian de Changtu - 昌图县 Chāngtú xiàn.

## Culture

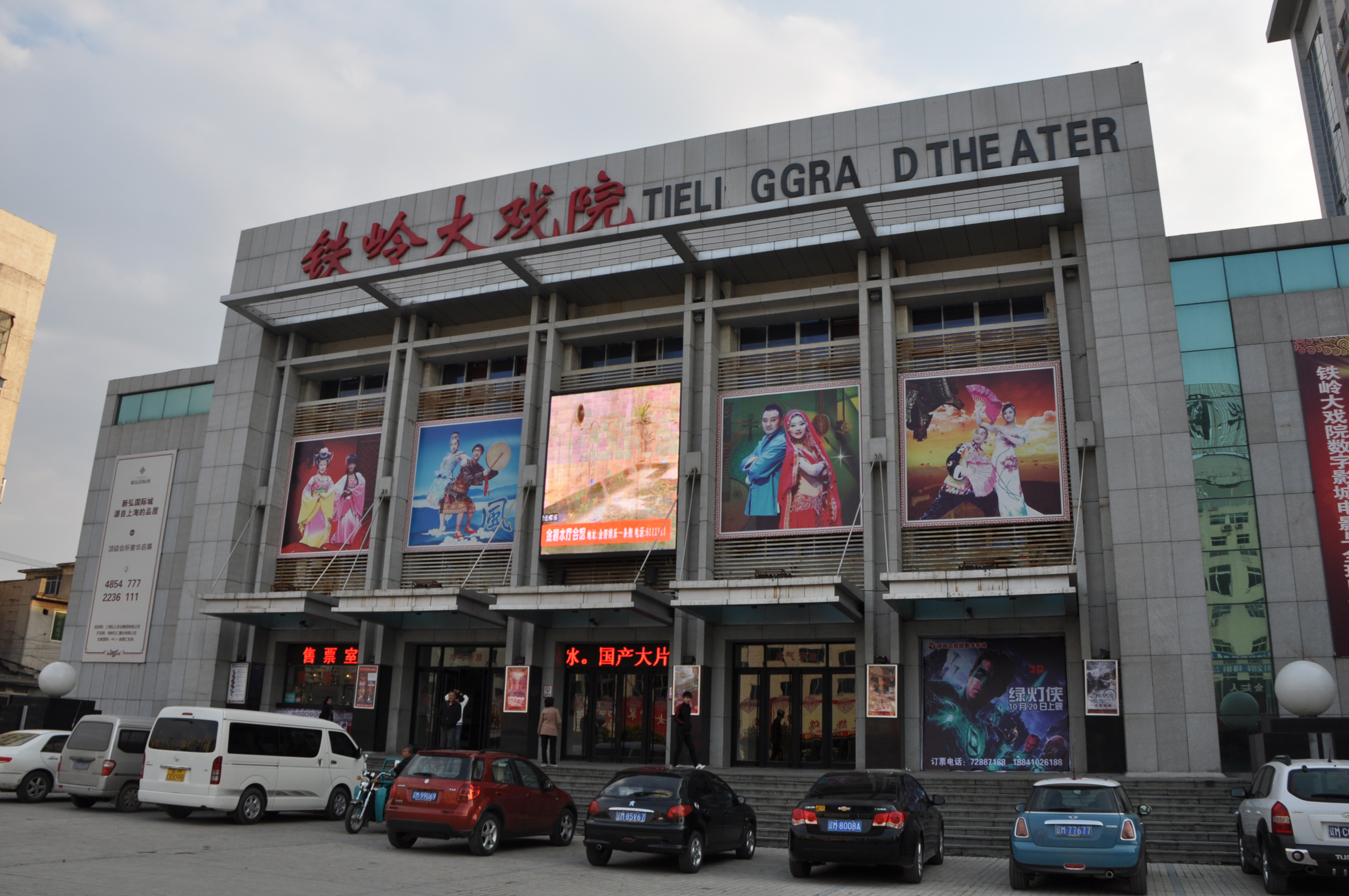
Opéra du centre-ville

## Démographie
Selon le recensement de 2010, Les Mandchous comptaient pour 19,90 % de la population de la ville-préfecture.

## Personnalités
- Li Chengliang, général qui, sous la dynastie Ming, repousse les Mongols et les Jürchen.
- Sun Fuming (1974-), championne olympique de judo en 1996.